# 原伸五
原 伸五（はら しんご、1961年4月16日 - ）は、埼玉県出身の俳優。プロダクション・タンク所属。

## 人物
旧芸名は須賀 友之。
身長172.5cm。体重86kg。
特技は柔道、殺陣、日舞。
国士館大学、日本芸術専門学校卒業。A.T.labo（アクターズ・テクニカル・ラボ）出身。

## 出演作品

### テレビドラマ
- 日曜劇場 / さようならことしの愛（1985年、TBS）
- NEWジャングル（1988年、日本テレビ）
  - 第1話「噂の浩平登場!」
  - 第17話「同期生」
- ハロー!グッバイ 第2話（1989年、日本テレビ）
- カネボウヒューマンスペシャル / 故郷 天皇が振り向かれた時（1989年、日本テレビ）
- 土曜ワイド劇場 / 新春スペシャル シドニィ・シェルダンの「血族」（1994年、テレビ朝日）
- 日本名作ドラマ / 夫婦善哉（1995年、テレビ東京）
- 火曜サスペンス劇場（日本テレビ）
  - 救急指定病院 第4作（1995年）
  - わが町 第7作（1996年） - 歯科医
- 明日はだいじょうぶ（1996年、関西テレビ）
- 大河ドラマ（NHK）
  - 秀吉（1996年） - 拝郷五左衛門
  - 利家とまつ〜加賀百万石物語〜（2002年）
  - 義経 第1話（2005年） - 家人
- ドラマ新銀河（NHK）
  - 雲の上の青い空～歌手誕生物語～（1997年）
  - 素敵に女ざかり2（1998年）
- 電磁戦隊メガレンジャー（1997年、テレビ朝日） - 研究員
  - 第25話「ギリギリ! タイムリミット2分半」
  - 第32話「終わりか!? 絶体絶命ギャラクシーメガ」
- ウイークエンドドラマ / ギャルボーイ!（1997年、テレビ朝日）
  - 第2話「いきなりシンデレラ」
  - 第3話「ホテルな夜」
- シングルス 第5話（1997年、関西テレビ）
- 傷だらけの女 第11話（1999年、関西テレビ）
- 怖い日曜日（1999年、日本テレビ）
- はみだし刑事情熱系 PART4 第21話（2000年、テレビ朝日） - 森田
- 天気予報の恋人 第12話（2000年、フジテレビ）
- 花村大介 第4話（2000年、関西テレビ）
- 明日を抱きしめて 第3話（2000年、よみうりテレビ）
- 時代劇ロマン / 藤沢周平の人情しぐれ町（2001年、NHK）
  - 第3話「日盛り」
  - 第4話「秋」
- ウルトラマンコスモス 第18話（2001年、毎日放送） - レポーター
- 土曜ドラマ / リモート 第1話（2002年、日本テレビ）
- 金曜エンタテインメント / サラリーマン刑事 第4作（2004年、フジテレビ） - 田端光男
- 君が想い出になる前に 第1話（2004年、関西テレビ）
- ロケットボーイズ（2006年、テレビ東京）
- 土曜ドラマ / 新マチベン 〜オトナの出番〜（2007年、NHK）
  - 第5話「爆破メールの真実」
  - 第6話「無言のメッセージ」
- 相棒 ten 元日スペシャル（2012年、テレビ朝日） - 馬場宗助
- われらが人生の時（NHK）
- ベストフレンド（テレビ東京）

### 映画
- 映画女優（1987年、東宝）
- 海へ 〜See you〜（1988年、東宝）
- 会社物語 MEMORIES OF YOU（1988年、松竹）
- キッズ・リターン（1996年、オフィス北野）
- 生地獄（2000年、つんくタウンFILMS）
- 陽はまた昇る（2002年、東映）
- 接吻（2008年、ファントム・フィルム）
- 福江島

### テレビアニメ
- 人間交差点（2003年、監督）

### 舞台
- ザ・シェルター
- 蜜の味
- 墓場なき死者
- 松竹歌舞伎公演「曽根崎心中」
- 楽屋
- フェードル
- アンドロマック

### CM
- P&G JOY

### VP
- 銀行防犯
- ケーススタディ
- 日本経済新聞
- 保安協会
- 安全衛生教育シリーズ
- 消防庁
- 公認会計士

### ラジオ
- 苺の葉（ニッポン放送）

### スチール
- NTTドコモ